# Petit-Bersac
Petit-Bersac é uma comuna francesa na região administrativa da Nova Aquitânia, no departamento Dordonha. Estende-se por uma área de 11,05 km². Em 2010 a comuna tinha 187 habitantes (densidade: 16,9 hab./km²).